# Гай Муцій Сцевола
Гай Му́цій Сце́вола (іноді Корд; лат. Gāĭus Mūcĭus Scaevŏla (Scaevŭla), Cordus) — легендарний римський герой, юнак-патрицій. Роки його життя відносять до раннього періоду Римської республіки. Є легендарним пращуром сім'ї Муціїв, який прославився своїм героїчним вчинком під час війни з етруським царем Ларсом Порсеною.

## Вигнання Тарквінія Гордого та початок військового конфлікту з етруським царем Клузія— Ларсом Порсеною
В епоху Анка Марція (640—616 рр. до н.е.), четвертого царя напівлегендарного періоду Риму — царського, значно посилився вплив етруської культури, яка була розвиненішою за римську та являла собою зразок у прикладних мистецтвах і будівельній справі. Видатний римський історик Тит Лівій (59 р. до н.е. — 17 р. н.е.) повідомляє у своїй «Історії від заснування міста», що від етрусків римляни перейняли ряд особливостей політичної організації, структуру і озброєння армії, знаки влади державних осіб, а їхня релігія та міфологія помітно вплинули на римську.
Етруська династія панувала в Римі протягом століття — з 616 до н.е. і до встановлення Республіки у 509 р. до н.е. Першим царем династії етрусків став Люцій Тарквіній Давній (616—579 рр. до н.е.), який уславився своєю будівельною діяльністю та успішними зовнішніми війнами з латинами, етрусками та сабінами, після чого Рим остаточно перетворився на гегемона серед усіх латинський общин, успадкувавши цей статус від зруйнованої Тулом Гостілієм Альба-Лонги. Римські історики не допускали думки про етруське завоювання Рима, враховуючи позитивне прийняття римлянами царя-чужеземця, хоча й намагалася час від часу поставити під сумнів законність влади етрусків: «Людина нова і багата, Луцій Тарквіній звернув на себе увагу римлян і сам допомагав своїй удачі привітним поводженням і доброзичливими запрошеннями, послугами і благодіянням, яке чинив кому тільки міг, доки чутка про нього не дійшла й до царського палацу […] І вдома, і на військовій службі під рукою бездоганного наставника, самого царя Анка, він вивчив закони римлян, звичаї римлян. У покорі й пошані до царя він міг посперечатися з усіма, а в доброму ставленні до всіх інших навіть із самим царем. Це не було брехнею, і народ з великою одностайністю обрав його на царство. Тому-то він, людина, в іншому гідна, і на царстві не розлучився з тим догідництвом, яке виявив, домагаючись влади».
Другим етруським царем став Сервій Туллій (578 р. до н.е — 535 рр. до н.е.). Його діяльність відзначилася знаменитою центуріатною реформою — першим кроком до включення плебеїв у військову організацію, який надав цій частині населення, що знаходилася поза суспільною ланкою, священне право вмирати за Рим. Така політика Сервія Туллія, безперечно, викликала обурення в патриціанських колах, унаслідок чого цар втратив підтримку сенату. Сервій Туллій став жертвою безчесної змови Луція Тарквінія Гордого, який став шостим і останнім римським царем.
Луцій Тарквіній Гордий скоріше відомий своєю тиранією, ніж здобутками. Відразу після свого обрання на царство він оточив себе лікторами і почав проводити політику репресій проти прихильників загиблого Сервія Туллія. Тарквіній проводив також активну завойовницьку зовнішню політику, зміцнивши союз Риму і латинських міст шляхом фізичного усунення тих, хто вважав Рим поневолювачем Лацію, а також за допомогою створення родинних союзів.
Тиранія царя і зловживання його синів налаштували проти нього всі верстви суспільства. Страти і вигнання сенаторів та інших громадян, обтяжливість податків, походів і робіт, до яких він примушував плебеїв, спровокували бунт. Останньою краплею було зґвалтування сином Тарквінія, Секстом, благородної Лукреції — дружини римського патриція Тарквінія Коллатина та дочки консула Спурія Лукреція Триципітина. Лукреція розповіла про все чоловікові і заколола себе на його очах. Ця подія стала початком заколоту, піднятого Луцієм Юнієм Брутом та призвела до повалення царської влади та встановлення Республіки.
Тарквіній Гордий займався тривалою облогою Ардеї, сильної гірської фортеці рутулів, коли дізнався про повстання. Повернувшись до Рима, він опинився перед зачиненими воротами міста: народні збори оголосили Тарквінія позбавленим царської влади та вигнаним з Риму. Декілька разів колишній цар намагався повернути собі трон, проте всі ці спроби не увінчалися успіхом. У вигнанні Луцій Тарквіній намагався заручитися підтримкою етруських і латинських царів, переконуючи їх у тому, що Рим хоче поширити республіканське правління по всьому Лацію. Допомогти колишньому правителю погодився Ларс Порсена — етруський цар і полководець, правитель могутнього міста Клузій.

## Облога Рима
Порсена, вважаючи для етрусків важливим, щоб в Римі був цар, і при тому етруського роду, рушив на Рим з озброєним військом. Перший натиск його, однак, був відбитий: героїзм Горація Коклеса врятував місто. Тоді цар Клузія ухвалив рішення перейти до облоги. Він розташував свій табір на рівнинному березі Тибру. Звідусіль на це місце були зібрані судна, як для нагляду (щоб унеможливити привезення до Риму продовольства), так і для грабежу (щоб воїни могли при нагоді де завгодно переправлятися через річку). На Янікулі Порсена виставив варту.
Невдовзі, як розповідає в «Історії від заснування міста» Тит Лівій, римські околиці стали настільки небезпечні, що навіть худобу з околиць зганяли в місто, не наважуючись пасти її за воротами. «Ніколи раніше, — пише Плутарх в „Порівняльних життєписах“, — не бувало в сенаті такого жаху: настільки могутнім був тоді Клузій, настільки грізним ім'я Порсени. Боялися не тільки ворогів, але і власних громадян: як би римська чернь від страху не впустила в місто царів, не прийняла б мир навіть на умовах рабства! Тому сенат багато зробив, щоб догодити простому народу. Перш за все подбали про продовольство: одні були послані за хлібом до вольсків, інші — в Куми. Плебеїв звільнили від мита та податків: нехай платять ті, у кого вистачає доходу, з незаможних досить того, що вони виховують своїх дітей. Ця поступливість сенаторів перед лицем майбутніх негараздів, облоги і голоду настільки згуртувала громадян, що ім'я царів однаково було ненависне вищим і нижчим, і ніхто ніколи потім ніякими хитростями не міг схилити до себе народ так, як в ту пору сенат своєї розпорядливістю».

## Легенда про подвиг Гая Муція Сцеволи

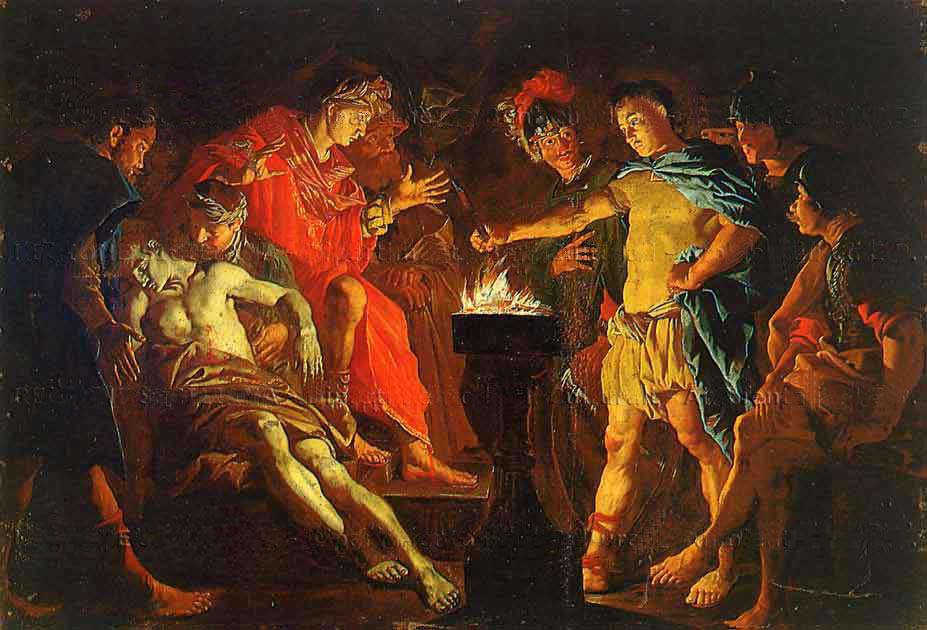
Матіас Стомер, Муцій Сцевола і цар Порсена

Незважаючи на рішучі дії сенату, війна затягувалася. Облога продовжувалася, продовольство бідніло та дорожчало, і Порсена сподівався взяти Рим не сходячи з місця. Так могло статися, якби не з'явився юнак-патрицій Гай Муцій, якому, згідно з легендою, здалося образливим, що римський народ, що ні в якій війні ні від яких ворогів не знав облоги, навіть у ті часи, коли рабськи служив царям, нині, вже вільний, обложений етрусками, стільки разів вже Римом битими. Тоді Гай Муцій вирішив змити сором зі свого міста відчайдушним вчинком, замисливши проникнути у ворожий табір.
Проте юнак розумів, що іти на ворога без відома консулів є небезпечним: варта могла прийняти Гая Муція за зрадника. Тоді він постав перед сенатом зі словами: «Я зважився, отці-сенатори, переплисти Тибр і, якщо вдасться, проникнути у ворожий табір; не грабувати, не мститися за розбій, — дещо більше замислив я вчинити, якщо допоможуть боги». Сенатори схвалили наміри юнака, і Гай Муцій пішов, приховавши під одягом меч.
Прийшовши у стан ворога, Гай Муцій потрапив у густий натовп народу перед царським наметом. В цей час в таборі етрусків видавали платню військам, і до писаря, який сидів поруч з царем майже в такому ж самому вбранні (за однією з версій — у пурпурі), воїни йшли юрбою. Боячись запитати, який з двох по-багатому вдягнених є Порсеною, і видати себе через незнання царя, Гай Муцій іде на непередбачливий крок: замахується мечем навмання, і замість царя вбиває писаря. Поспішно проходячи крізь збентежений натовп із закривавленим мечем, юнак був схоплений царськими охоронцями.
Поставши перед царем, Муцій, не лякаючись, оголосив: «Я римський громадянин, звуть мене Гай Муцій. Я вийшов на тебе, як ворог на ворога, і готовий померти, як і був готовий тебе вбити: римляни вміють і діяти, і страждати з відвагою. Не один я маю до тебе такі почуття, багато хто за мною чекають тієї ж честі. Отже, якщо завгодно, готуйся до недоброго: щогодини ризикувати головою, зустрічати озброєного ворога біля порога. Таку війну оголошуємо тобі ми, римські юнаки; не бійся війська, не бійся битви, — будеш ти з кожним один на один». Коли юнаку стали погрожувати тортурами і смертю, якщо він відмовиться розкрити всі деталі цього задуму, Муцій простягнув праву руку в розведений вогонь на вівтарі зі словами: «Знай, як мало цінують плоть ті, хто бажають великої слави», і тримав її там, поки рука не обуглилася, ніби не відчуваючи болі. Порсена, вражений самовідданістю юнака, вирішив відпустити Гая Муція на волю, зрозумівши: якщо всі римляни настільки стійкі та відважні, то перемогти їх неможливо. Оцінивши пошану доблесті царем, Гай Муцій розповів Ларсу Порсені, що він лише один з трьохсот римських юнаків, які поклялися вбити етруського царя, і після Муція прийде черга іншого месника. Коли юнак був відпущений, на батьківщині героя нарекли Сцеволою (від лат. scaevola — «лівша»), а нащадки Гая Муція з честю носили це легендарне ім'я.
Подвиг Гая Муція за традицією відносять до 507 р. до н.е., проте точну дату встановити неможливо.

## Наслідки
Після того, як Гая Муція Сцеволу було відпущено, Ларс Порсена направив послів до Риму для встановлення миру. Із умовою етруського царя повернути Тарквініям владу римляни не погодилися, але, як пише Тит Лівій, Порсена сам розумів марність таких намагань, і поставив умову лише через домовленість з Люцієм Тарквінієм.
Проте етруський цар домігся повернення вейянам захоплених земель та відпущення заручників, бо інакше Порсена не вивів би своє військо з Янікула. На таких умовах було укладено мир, і етруски залишили римську землю разом із багатством, яке вони зберігали в таборі. В нагороду за доблесть Гаю Муцію Сцеволі спорудили статую (за деякими джерелами), а сенат видав героєві поле за Тибром, яке потім стали називати Муцієвими лугами.
Подвиг легендарного юнака-патриція породив нові героїчні вчинки. Так, римська дівчина з роду Клеліїв, яка була віддана в заручники Порсені, організувала втечу і перепливла Тибр з іншими римськими дівчатами, повернувшись до рідного міста. За умовами миру між Римом та етрусками, римляни мусили видати ворогу втікачів. Та вчинок Клелії настільки вразив Ларса Порсену, що цар звільнив її та дозволив Клелії взяти з собою ще кількох чоловіків. Дівчина обрала не дорослих чоловіків, а неповнолітніх, щоб позбавити їх від тягот полону. Згодом римляни спорудили кінну статую своїй благородній співвітчизниці біля Святої дороги на Римському Форумі.
Теодор Моммзен, видатний німецький історик, у своєму фундаментальному труді скептично ставиться до легендарної частини римської історії — царського періоду. Проте він зазначає, що влада одного довічно обраного глави давала себе відчувати ворогам держави, але була не менш важкою і для громадян. І в тому-то й полягає велич цих римських спроб реформи і революції, що ніколи римляни не прагнули обмежити права самої общини або позбавити її необхідних органів влади. Легенди про римських героїв царського періоду ознаменували боротьбу не за обмеження державної влади, а, в першу чергу, за власну свободу, характерну для всієї античної історії, яка відіграла велику роль в усій історії Європи.

## Історичні джерела героїчної історії
Найбільш детально історію Гая Муція Сцеволи описують Тит Лівій в «Історії від заснування міста» і Плутарх в «Порівняльних життєписах». У своїх фундаментальних трудах автори відносять вчинок героя до найбільш вагомих в історії, значущість яких відіграла важливу роль у подальшому розвитку подій.
Також з відомих авторів про подвиг легендарного юнака повідомляють Аврелій Віктор в книзі «Про знаменитих людей», Луцій Анней Флор в «Епітомах», захоплюючись мужністю Сцеволи, Еккехард з Аури у своїй «Загальній хроніці», поставивши Муція поряд із найвидатнішими постатями всесвітньої історії, Валерій Максим у творі про «Достопам'ятні діяння та вислови».

## Відображення в мистецтві
Історія римського юнака не могла залишити байдужими людей мистецтва. Гай Муцій Сцевола надихнув Пітера Пауля Рубенса та Антоніса ван Дейка до написання картини «Муцій Сцевола і Порсена» у 20-х рр. XVII ст. На цю тему створили полотна Ганс Бальдунг у 1531 р., Маттіас Стомер у XVII ст., Бернандо Кавалліно, який також творив у XVII ст., Джованні Батіста бл. 1730 р., Андрій Патраков у 2003 р. Також до нас дійшли декілька давніх картин, що зображують Гая Муція з рукою у вогні, проте автори яких залишаються невідомими.

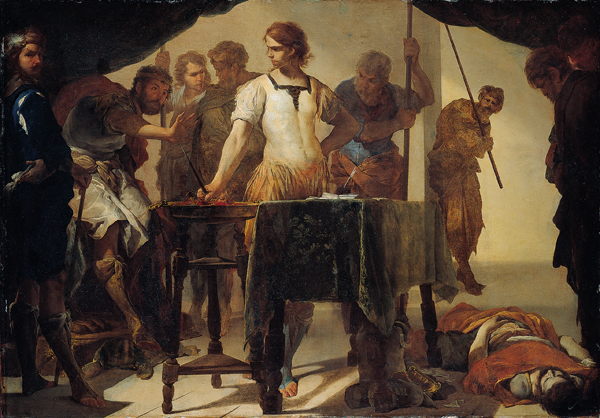
Бернардо Кавалліно, Муцій Сцевола

У літературі також є згадки про легендарного юнака.
- Данте Аліг'єрі в «Божественній комедії» посилається на Муція та його жертву; героя зображено як людину, яка володіє рідкісною та твердою волею.
- Жан-Жак Руссо в першій книзі «Сповіді» згадує, що в дитинстві намагався повторити вчиток Сцеволи, поклавши руку на жаровню.

Знайшла відображення ця історія і в кіно.
- Фільм Гордона Скотта «Герой Риму» (1964) знято на основі легенди про Гая Муція.
- У фільмі «Прометей» (2012) є сцена, яка повторює вчинок Сцеволи. Подібна сцена також є у фільмі «Лоуренс Аравійський» (1962) Девіда Ліна.
- Подібна витривалість є знаменитою у виконанні Гордона Лідді, відомого американського злочинця, який спалив власну руку у в'язниці, що знайшло відображення в фільмі Боба Вудворда і Карла Бернстейна «Вся президентська рать» (1973).